# Bassin des Maritimes
Le bassin des Maritimes (anglais : Maritimes Basin) est un bassin sédimentaire du Canada situé à l'est du Canada. Avec ses 148 000 km2, il s'agit du plus grand bassin sédimentaire suivant la création des Appalaches.

## Géologie
Le bassin des Maritimes est un bassin sédimentaire successif à l'orogenèse acadienne. 